# One Embarcadero Center
One Embarcadero Center je mrakodrap v centru kalifornského města San Francisco. Má 45 pater a výšku 173,4 metrů, je tak 10. nejvyšší mrakodrap ve městě. Je to druhá nejvyšší budova komplexu Embarcadero Center. Byl dokončen v roce 1971 a za designem budovy stojí firma John Portman & Associates. V budově se nachází převážně kancelářské prostory.